# Kamenice (zámek)
Kamenice je novogotický zámek v stejnojmenné obci v okrese Praha-východ. V blízkosti se nachází kostel sv. Františka Serafinského. Zámek stojí na místě někdejší středověké tvrze. Je chráněn jako kulturní památka.

## Popis
Zámek je jednopatrová obdélná stavba z let 1875–1880, postavená podle návrhu architekta Jiřího Stibrala v neogotickém stylu. Hlavní průčelí tvoří jedenáct okenních os se šambránami a nadokenními římsami.
Na severní i jižní straně fasády vystupují rizality se zdvojenými okny a cimbuřím; na jižní straně jsou okna zdvojena pouze v podkroví. Vstupní portikus má čtvercový půdorys a je tvořen dvěma sloupy.

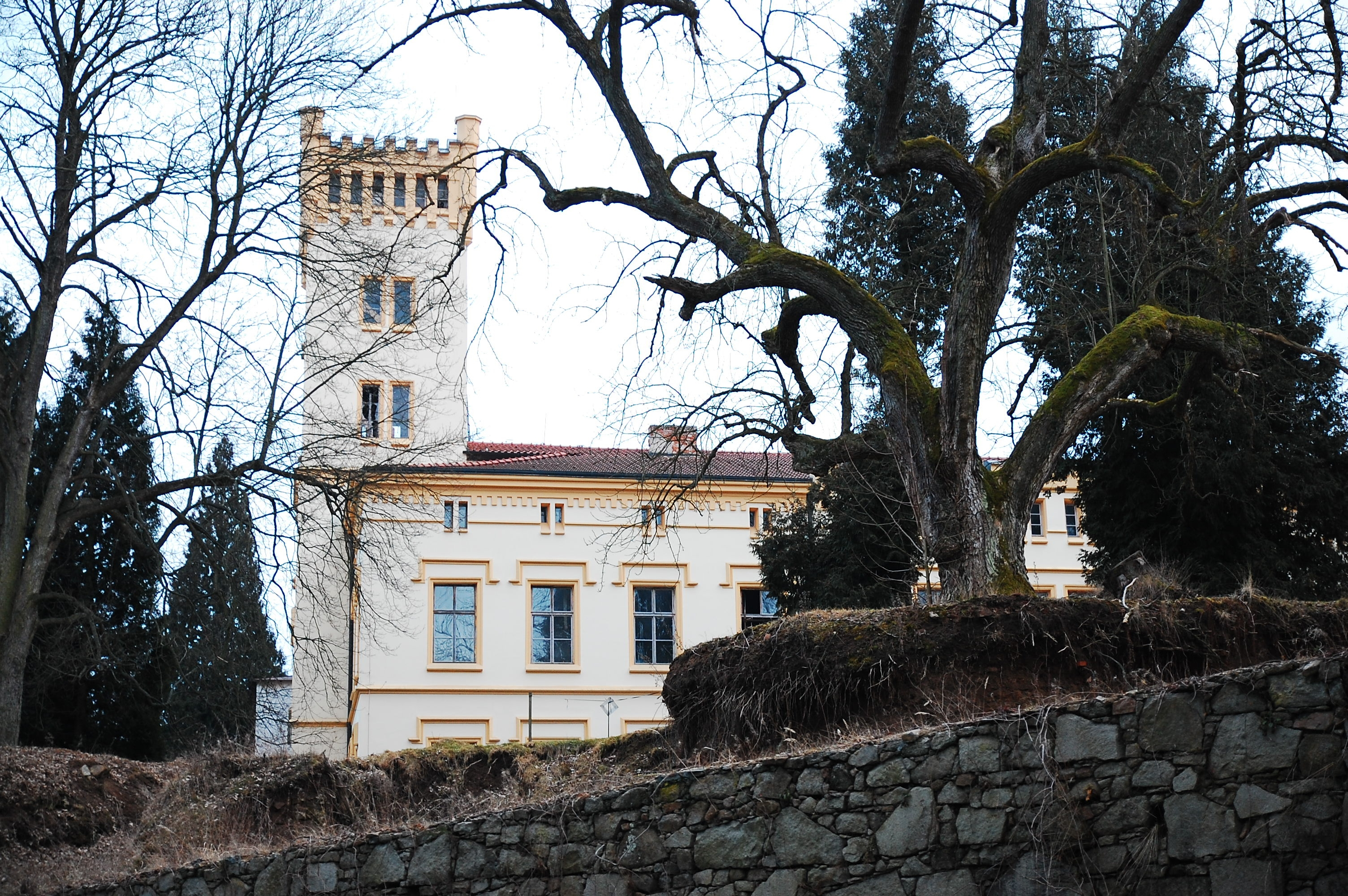
Zámek Kamenice od Hamerského rybníka

Východní průčelí doplňuje rizalit s vysokou hranolovou věží a menší nárožní věž čtvercového půdorysu. Na západní straně byla ve 21. století vybourána okna a vznikla nedokončená arkáda. 
Interiér zámku byl během 20. a počátku 21. století výrazně poškozen. Většina původního mobiliáře byla ztracena – část byla rozkradena, jiná převedena do místních škol. Největší zásahy přinesla necitlivá přestavba za vlastnictví italského investora. Přesto se dochovaly některé architektonické prvky, například terrazzo, zábradlí schodiště, ostění, vnitřní okenice, a klenuté stropy.

## Historie
V roce 1266 je jako jeden z prvních majitelů zmiňován vladyka Ratmír z Kamenice. V 15. století patřila tvrz Novému Městu pražskému, kterému ji však po odboji roku 1547 zkonfiskoval Ferdinand I. Kamenický statek pak koupil Jan Frejnar z Branova.
Tvrz pak střídala majitele, mezi nimiž byli Lobkovicové, Pavel Michna z Vacínova, Přehořovští z Kvasejovic nebo Karel Arnošt z Valdštejna. Od roku 1763 byla Kamenice téměř sto let oblíbeným letním sídlem pražských arcibiskupů. Během této doby nechali tvrz přestavět na zámek.
V roce 1860 koupil zámek pražský průmyslník František Ringhoffer II. Jeho syn, František Ringhoffer III., ho nechal v letech 1875–1880 přestavět podle návrhu architekta Jiřího Stibrala v reprezentativní sídlo ve stylu novoanglické gotiky, obklopené lesoparkem.
V roce 1945 byl majetky Ringhofferů zkonfiskovány. V letech 1945–1947 kamenický zámek (a také zámky ve Štiříně, Olešovicích, Lojovicích a penzion v Ládví) využil Přemysl Pitter v rámci „Akce Zámky“ k záchraně židovských, českých i německých dětí z německých koncentračních a českých internačních táborů. Při této akci bylo zachráněno 810 dětí. Na kamenickém zámku byly ubytovány hlavně německé děti.
V letech 1949–1997 byl zámek využíván jako základní škola. Poté jej obec prodala do soukromého vlastnictví. Vlastní jej společnost Strojmetal Kamenice, která v něm chce vybudovat učiliště pro své budoucí zaměstnance.
Kostel sv. Františka Serafinského, který je chráněn jako kulturní památka v rámci jednoho celku se zámkem, vlastní katolická církev. Raně gotický kostel pochází už ze 14. století, v závěru 19. století byl však přestavěn rovněž podle návrhu Jiřího Stibrala. Každou sobotu se v něm konají bohoslužby.

## Zámecký park
Zámecký park se nacházel v těsném sousedství zámku. V 19. století byl upraven v anglickém stylu a plynule přecházel do okolní krajiny, která patřila rodině Ringhofferů. Parková výsadba zahrnovala především zeravy, cypřišky, duby, javory atd.

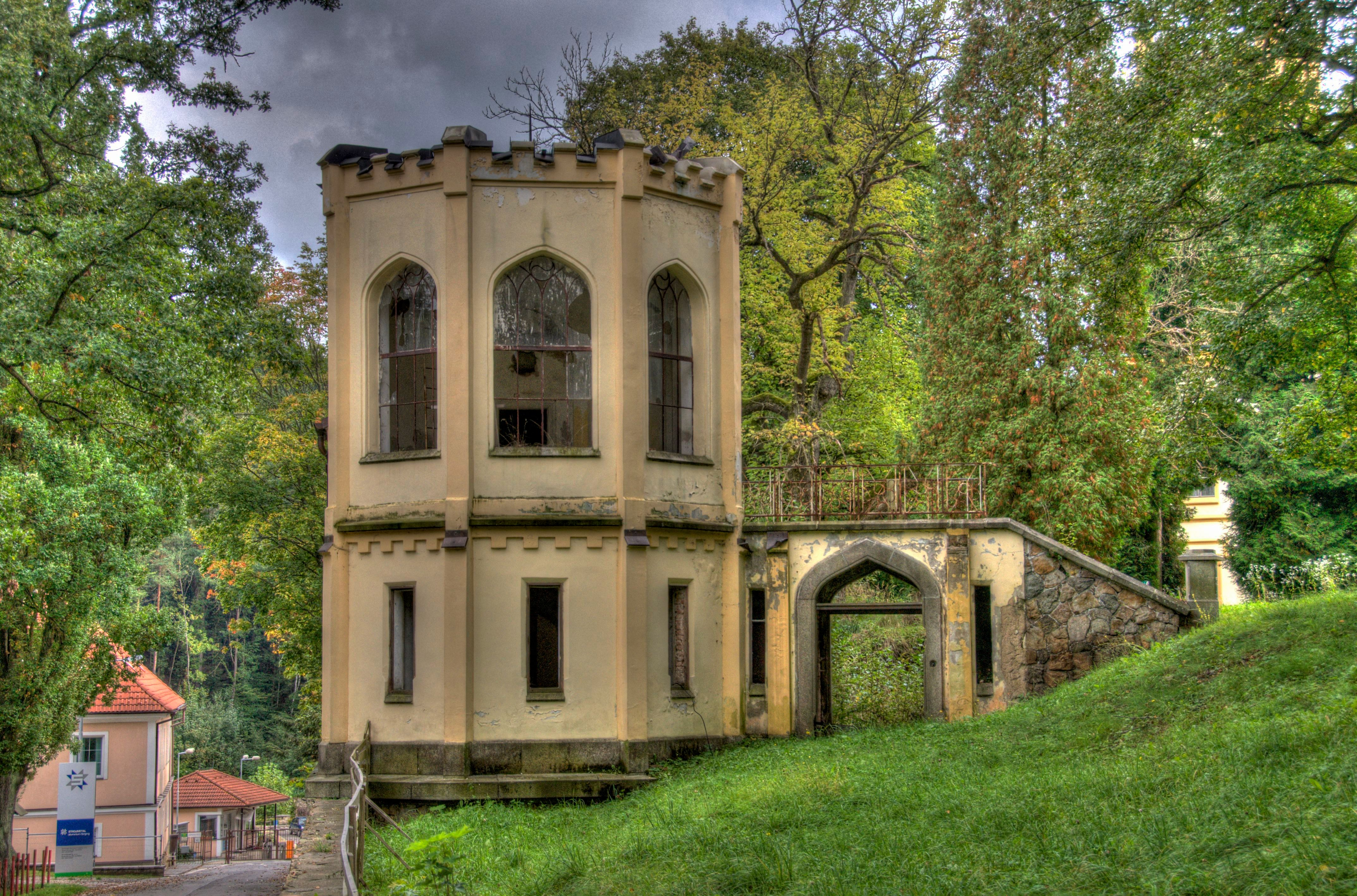
Zahradní pavilon

Z parkové výzdoby se dochoval kříž s Ukřižovaným z roku 1810, vztyčený arcibiskupem Vilémem Salm-Salmem na památku bývalého hřbitova u kostela sv. Františka Serafinského. V parku se dále nachází neogotický zahradní pavilon z 19. století s patrovou věží a schodištěm; pavilon bývá mylně označován za pozůstatek původní tvrze. Poslední oprava proběhla ve 20. století. 
Po roce 1945 park postupně chátral – zanikla fontána i besídka u jižní zdi. Naproti jižnímu průčelí zámku byla postavena budova technologického centra firmy Strojmetal ve stylu moderní oranžerie a parkoviště u západního průčelí.